# Михайловка (Аургазинский район)
Михайловка (баш. Михайловка) — деревня в Аургазинском районе Республики Башкортостан России, центр Михайловского сельсовета.

## Географическое положение
Расстояние до:
- районного центра (Толбазы): 20 км,
- ближайшей железнодорожной станции (Белое Озеро): 50 км.

## Население
| 2002 | 2009 | 2010 |
| ---- | ---- | ---- |
| 273  | ↗307 | ↘267 |

Согласно переписи 2002 года, преобладающие национальности —  башкиры (43 %), русские (33 %).